# Archiva Vol. 1
Archiva Vol. 1 — друга збірка англійської групи Asia, яка була випущена 17 вересня 1996 року.

## Композиції
1. Heart of Gold - 4:46
2. Tears - 4:58
3. Fight Against the Tide - 5:30
4. We Fall Apart - 4:57
5. The Mariner's Dream - 1:27
6. Boys from Diamond City - 5:43
7. A.L.O. - 3:40
8. Reality - 4:29
9. I Can't Wait a Lifetime - 3:34
10. Dusty Road - 4:30
11. I Believe - 3:42
12. Ginger - 2:03